# Don Costello
Pour les articles homonymes, voir Costello.
Don Costello est un acteur américain né le 5 septembre 1901 à La Nouvelle-Orléans, en Louisiane, et mort le 24 octobre 1945 à Los Angeles, en Californie.

## Filmographie partielle
- 1939 : Joe and Ethel Turp Call on the President de Robert B. Sinclair : Fred
- 1939 : Nick joue et gagne (Another Thin Man) de W. S. Van Dyke : 'Diamond Back' Vogel
- 1940 : Wildcat Bus de Frank Woodruff : Sid Casey
- 1940 : One Crowded Night, d'Irving Reis : Lefty (l'homme armé poursuivant Jim Andrews)
- 1941 : Johnny, roi des gangsters (Johnny Eager) de Mervyn LeRoy : Billiken
- 1941 : Associés sans honneur (Unholy Partners) de Mervyn LeRoy : Georgie Pelotti
- 1941 : Sleepers West d'Eugene Forde : Carl Izzard
- 1941 : Whistling in the Dark de S. Sylvan Simon : 'Noose' Green
- 1941 : I'll Wait for You de Robert B. Sinclair : Sergent de police Brent
- 1941 : Le Dernier des Duane (Last of the Duanes) de James Tinling : Jim Bland
- 1941 : Le Défunt récalcitrant (Here Comes Mr. Jordan) d'Alexander Hall : Lefty
- 1941 : Le Roméo errant (Ride on Vaquero) de Herbert I. Leeds : Redge
- 1942 : Un Américain pur sang (Joe Smith, American) de Richard Thorpe : Mead
- 1942 : Une nuit inoubliable (A Night to Remember) de Richard Wallace : Eddie Turner
- 1942 : Sundown Jim de James Tinling
- 1942 : Fantômes déchaînés (A-Haunting We Will Go) d'Alfred L. Werker : Doc Lake
- 1942 : Le Témoin disparu (Just Off Broadway) de Herbert I. Leeds
- 1943 : Laurel et Hardy chefs d'îlot (Air Raid Wardens) d'Edward Sedgwick : Heydrich
- 1943 : Crime Doctor, de Michael Gordon : Nick Ferris / Jim Warren
- 1943 : La Fille et son cow-boy (A Lady Takes a Chance) de William A. Seiter : L'ivrogne
- 1945 : Le Grand Bill (Along Came Jones) de Stuart Heisler : Leo Gledhill
- 1946 : Le Dahlia bleu (The Blue Dahlia) de George Marshall : Leo
- 1946 : Crime of the Century de Philip Ford : Joe, le barman